# Carex tsoi
Carex tsoi är en halvgräsart som beskrevs av Elmer Drew Merrill och Woon Young Chun. Carex tsoi ingår i släktet starrar, och familjen halvgräs.
Artens utbredningsområde är Hainan (Kina). Inga underarter finns listade i Catalogue of Life.